# 印度洋空襲
印度洋空襲是日本帝國海軍第1航空艦隊在1942年3月31日至4月10日對盟軍在印度洋的艦艇和海軍基地的海上空襲行動。這是第二次世界大戰太平洋戰爭初期的決定性戰役。由南雲忠一指揮的日軍迫使同盟國（主要是英國皇家海軍）部隊撤退到東非，使日本在印度洋東部獲得制海權，鞏固了日本對緬甸的用兵。

## 背景
1941年12月英國東方艦隊的主力艦遭日軍航空部隊摧毀，隨後1942年2月及3月份美英荷澳司令部部隊在爪哇島上的戰鬥中崩潰後，在亞洲的英國東方艦隊（Eastern Fleet）一時防務空虛，只能退守到斯里蘭卡的可倫坡與亭可馬里港等待支援；3月23日，日本佔領安達曼群島，控制安達曼海海權的情況下，日軍可以使用海運向緬甸佔領軍提供補給，在效率上優於開戰時僅以泰緬鐵路運輸的能量。為了防止日軍擴大戰果，英軍從英國本土艦隊（The Home Fleet）抽調了5艘戰艦以及3艘航空母艦到印度協防，在1942年時盟軍在太平洋的戰力勉強維持平衡。
日軍得知英國增援的消息，考量到戰略物資生產地印尼的安全，日本帝國海軍原本希望帝國陸軍進一步規劃佔領錫蘭的作戰，但是遭到陸軍拒絕。同時，帝國海軍也因為要集中戰力對抗美國太平洋艦隊，不足以抽調出殲滅英國艦隊的大規模艦隊戰力。在資源與目標的權衡下，最後日本帝國海軍的折衷作戰方案是利用機動速度較優勢且火力投射距離長的航空母艦艦隊出兵印度洋，摧毀在印度的英國東方艦隊，支援日本陸軍入侵緬甸的作戰計畫。不過整個作戰計畫並沒有明確目標，只是依照現場狀況隨機應變的作戰計畫。
英國情報部門雖然對帝國海軍的用兵戰略有正確的評估，但是同時英國獲得美國通知，美國將要執行杜立德空襲。因此英國艦隊沒有撤退計畫，只能靠著當前的編制陣容盡可能吸引日軍艦隊的注意力。

## 兩軍戰前準備
英國
詹姆斯·薩默維爾海軍中將在1942年3月執掌英國皇家海軍東方艦隊時，他手頭可用的艦隊陣容遠低於1941年12月開戰時的數量，因此在當時擬定的作戰計畫基本上都無法執行。薩默維爾的調整計畫，將航速較快的可畏號航空母艦、不屈號航空母艦、厭戰號戰艦搭配6艘新式驅逐艦、巡洋艦混編為「A艦隊」。以復仇級戰艦、競技神號航空母艦、8艘舊型驅逐艦及潛艦等航速較慢的艦艇為「B艦隊」。薩默維爾的指揮部也搬到的厭戰號上，但無論是A艦隊或是B艦隊在戰前皆未進行過協同訓練，因此艦隊運行熟練度非常不足。
對抗日本艦隊的戰術策略，薩默維爾決定艦隊在日間避戰，並在夜間運用搭載雷達的青花魚式魚雷轟炸機對日軍艦隊進行打擊。
英國吸取偷襲珍珠港的教訓，強化錫蘭島的主要海軍基地可倫坡港的防空能力。可倫坡港在開戰前的防空火力基本上只是聊配一格，沒有攔截機佈署，地面僅有4門3吋高射炮。但是至1942年4月4日時，防禦大幅改善，包括佈署了67架颶風戰鬥機、44架海燕式戰鬥轟炸機，可倫坡與亭可馬里各設置了一座雷達站，可倫坡的高射炮數量則增加到144門。颶風戰鬥機隸屬於皇家空軍，配給了3個戰鬥機中隊，其中2個在可倫坡、1個在亭可馬里。海燕戰鬥機則由皇家海軍艦隊航空隊運用，編制2個中隊。為了戰備需求，皇家海軍後續增調8架舊型魚雷轟炸機、7架PBY水上飛機、14架布倫亨IV型轟炸機、12架劍魚式魚雷轟炸機。

## 第一波接觸
日軍部隊於1942年3月26日從西里伯斯島南東方凝望灣出航。由海軍上將南雲忠一指揮，擁有6艘航空母艦：“赤城號”、“龍驤號”、“飛龍號”、“蒼龍號”、“翔鶴號”和“瑞鶴號”。
英國遠東艦隊司令詹姆斯·索默維爾海軍上將從解密信號得到警告，日本海軍已經出動，預期在4月1日或2日發動空襲。他在3月30日下令艦隊撤退到馬爾地夫的阿杜環礁，該地位於錫蘭島南方約100英里處。同時他下令島上防空部隊進入戰備。
第一次空襲是由小澤治三郎海軍中將指揮的航空母艦“龍驤號”和6艘巡洋艦攻擊在孟加拉灣的船隻開始，他們共擊沉23艘。另外5艘在印度西海岸被日軍潛艇擊沉。
當預期在錫蘭的攻擊沒有發生後，索默維爾命令航空母艦“競技神號”返回亭可馬里修理，陪同的有重巡洋艦“康沃爾號”和“多塞特郡號”，及澳大利亞驅逐艦“吸血鬼號”。
4月4日晚上，加拿大皇家空軍第413中隊中隊長倫納德·伯查爾少校駕駛的PBY卡特琳娜水上飛機在錫蘭東南方360英里發現日本艦隊。該架飛機發出日本艦隊位置的情報後，被從“飛龍號”起飛的零式艦上戰鬥機擊落，倖存機組員後被磯風號驅逐艦打撈。A艦隊收到電文後開始朝東方航行，但並沒有追擊到日本艦隊，B艦隊因為補給問題則到4月5日才開拔。在獲知電文後，英國皇家空軍第205中隊所屬的卡特琳娜FV-R在下午17:45起飛接替搜索日軍艦隊的任務，在同日晚上22:37，向友軍發出偵獲日軍艦隊的電文，隨後這架卡特琳娜在整晚持續追蹤日本艦隊，直到4月5日早上6:15分發出最後一次通信，報知日軍艦隊位於錫蘭東南方96海里（110英里；180公里）處，90分鐘後該機遭到日軍擊落。

## 對科倫坡空襲

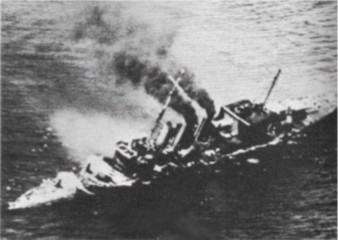
1942年4月5日康沃爾號重巡洋艦正在燃燒及沉沒

1942年4月5日早上，日軍艦載戰鬥機隊出動。日軍125架飛機，包括36架九九式艦上轟炸機和53架九七式艦上攻擊機在36架零式戰鬥機護送下出動。這些飛機由來自赤城號，曾領導了珍珠港攻擊的指揮官淵田美津雄指揮。這些飛機在到達加勒附近時，在眾目睽睽之下於海岸飛行了半個小時，但沒有人通知在拉特默勒訥的英國皇家空軍，當日軍飛機飛過時，皇家空軍的飛機仍然在地面。 
日軍襲擊了在錫蘭科倫坡的海軍基地，在港內擊沉了輔助巡洋艦“埃克托爾號”和舊驅逐艦“特納多斯號”，英軍宣稱島上的防空火網擊落了18架日機，但是日軍統計則是損失了7架（6架轟炸機，5架隸屬於瑞鶴號、1架隸屬於翔鶴號；1架戰鬥機，隸屬於蒼龍號）。英軍攔截機部隊出動了34架颶風、6架海燕，結果是14架颶風、4架海燕遭到擊落，還有1架戰鬥機是起飛時即故障墜毀，戰鬥機部隊損失19架。皇家海軍877中隊派遣了6架劍魚攻擊機向日軍艦隊發起打擊，結果全數陣亡。
當時的日本搜索飛機在錫蘭西南200英里發現了由奧古斯·瓊斯艦長指揮的“康沃爾號”及“多塞特郡號”及將其擊沉，造成424人陣亡。
艦隊與港口同時遭到打擊，使薩默維爾中將意識到日軍投入的航空母艦數量並非原先情報預估的2艘，而是更多。但他仍然決定讓A艦隊以18節的速度朝日本艦隊進攻，而軍艦上裝有雷達，確保了A艦隊不會遭到日軍艦載機偷襲。
1942年4月6日印度單桅帆船“印度河號”在對緬甸的實兌的空襲中被擊沉。

## 錫蘭亭可馬里及巴提卡洛阿

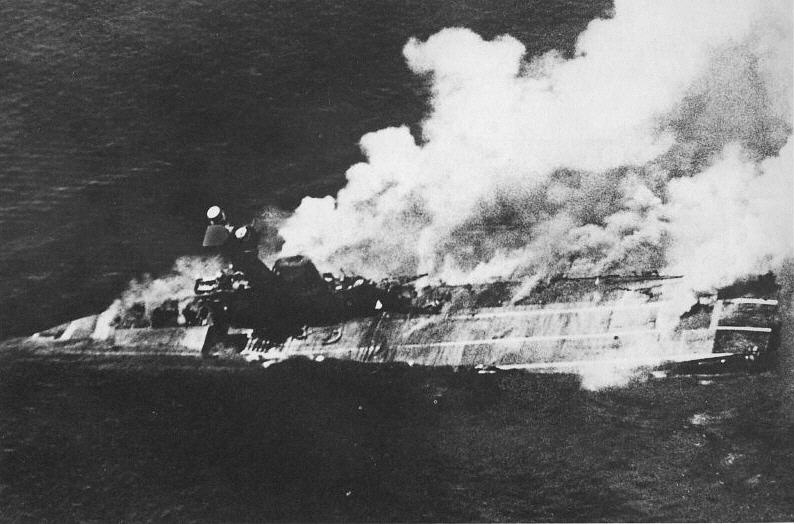
1942年4月9日“競技神號航空母艦”在日軍空中攻擊下正在沉沒

1942年4月9日早上7時，日軍襲擊了亭可馬里海港。英國對這次襲擊也得到預先警告，英國“競技神號”和它的護衛艦隊在前一天晚上離開。它們返航時，在早上8時55分被發現。“競技神號”當時沒有飛機在甲板上，在面對襲擊時毫無還手之力，它的70架轟炸機在早上10點35分飛往巴提卡洛阿。在被命中40次後，“競技神號”被擊沉，307人陣亡。“吸血鬼號”和護衛艦“蜀葵號”也被擊沉。
醫療船“維特號”之後救起了590名倖存者。英國皇家空軍損失了至少8架颶風戰鬥機和皇家海軍航空隊的1架管鼻鹱式艦載戰鬥機。日軍損失了5架轟炸機和6架戰鬥機，其中一個是由於自殺攻擊亭可馬里的燃料庫而損失的。

## 結果
行動結果表明日本在航空母艦作戰方面的優勢，並揭露了英國皇家空軍在東方的行動沒有專業技巧，但日軍未能完全摧毀英國海軍在印度洋力量。而且通過充分利用信號干擾、解密、偵察和優越的雷達，索默維爾保護他的快速航空母艦“不屈號”和“可畏號”主要在阿杜的皇家海軍艦隊保存實力。然而，在現實中日本沒有兵力、艦艇或陸基空中力量騰出來來進行這次入侵和佔領，也沒有為了另一次突擊而臨時佔領該地。島上在戰爭期間的任何時候也沒有遇到真正的侵略威脅。
錫蘭島是具有重要戰略意義，因為它控制了印度洋，因此控制了前往印度、也是盟軍到中東和波斯灣油田至關重要的航線 錫蘭亦擁有大部分是大英帝國的資源橡膠。一個重要的港口和海軍基地，亭可馬里，是位於島的東部海岸。日本的宣傳已收買許多本地的僧伽羅人，現在正等待他們的到來。 
此次突擊行動已使日本帝國海軍證明他們控制了印度洋和孟加拉灣；也有能力奪取安達曼群島的領土。英國艦隊儘管損失慘重，但在撤退中脱離了險境；鑑於日軍的壓倒優勢，特別是在航空母艦作戰方面，索默維爾海軍上將似乎是作出了一個明智的決定。日本已經計劃攻佔馬達加斯加以建立潛艇基地攻擊盟軍的運輸航線；現在被削弱的錫蘭引來入侵，在可能提供有限的目標下，攻佔到亭可馬里，可作為一個更方便的基地。然而，在1942年11月英國在馬達加斯加戰役中自維琪法國奪取該島，日本喪失了对馬達加斯加的突擊行动。 
英國人預計的入侵，來自他們對日軍守則和其他來源的了解，被錫蘭英軍司令賀維·萊頓海軍上將在4月中旬的言論證實，他派出人員破壞了在亭可馬里港中國灣的機場。 
他警告人們：「日本艦隊已經返回新加坡，補充燃料和補給彈藥，並組織入侵部隊，我們認為這是回來攻擊我們」，最後他說：「它回去是為了增援，而在這裡的人們，必須準備戰鬥至最後一人，以阻止日軍」 。
海軍上將的講話對人們有負面的影響，特別是他提到離開該島以進行增援，後來被稱為「逃亡萊頓」。
但是預期日軍的入侵略從未發生過，第1航空艦隊由於遠在太平洋地區的另一件事件被召回日本。 
在1942年4月18日的杜立德空襲，是在第二次世界大戰期間美國對日本本土的第一次空襲行動。空襲首都及皇居所在的東京是完全意料不到的，雖然只造成輕微破壞，但在日本最高統帥部卻產生了強烈的影響。 
美國轟炸機飛抵皇宮附近，所以侮辱了日本人尊敬的天皇，更重要的是日本人認識到，現在本土島嶼容易受到美國的空中打擊，日本帝國海軍有責任確保『太平洋防波堤』，因此必須解決這個問題。
他們的總司令：山本五十六海軍上將，現在主持一個複雜的行動，這將涉及攻佔中途島，以吸引美國海軍航空母艦投入一場致命的戰鬥。但是事與願違，在1942年6月美國海軍在中途島戰役中將第1航空艦隊第1、2航空戰隊的所有4艘航空母艦擊沉，從而削弱了日本海軍進行遠程戰略攻擊的能力。
3個英國陸軍師被調來加強錫蘭的防禦，隨後還要求採取措施提高士氣，例如確保提高僧伽羅人的口糧。幾次本地士兵針對英國的兵變很快被平息。海軍上將萊頓爵士在戰爭的餘下大部分時間留在錫蘭。後來錫蘭成為計劃中收復馬來西亞和新加坡行動的重要基地。

### 書本
- Brown, David. . Naval Institute Press. 1990. ISBN 1-55750-914-X.
- Crusz, Noel, The Cocos Islands Mutiny, Fremantle: Fremantle Arts Centre Press, 2001.
- D'Albas, Andrieu. . Devin-Adair Pub. 1965. ISBN 0-8159-5302-X.
- Dull, Paul S. . Naval Institute Press. 1978. ISBN 0-87021-097-1.
- Gill, G. Hermon. . Australia in the War of 1939–1945. Canberra: Australian War Memorial. 1968  [2006-11-20]. （原始内容存档于2006-08-27）.
- Morison, Samuel Eliot. . Castle Books. 1958 (reissue 2001). ISBN 0785813047.
- Shores, Christopher; Brian Cull and Yasuho Izawa. . Grub Street. 2002.
- Tomlinson, Michael The Most Dangerous Moment: The Japanese Assault on Ceylon 1942, London: William Kimber & Co Ltd, 1976, ISBN 955-564-000-9.

### 外部連結
- Order of battle （页面存档备份，存于）
- WW2DB.com: Raids into Indian Ocean
- Royal Air Force History: Battle for Ceylon